# Amphiachyris
Amphiachyris es un género de plantas con flores perteneciente a la familia Asteraceae, nativo de Norteamérica. Comprende 5 especies descritas y de estas, solo 2 aceptadas.

## Taxonomía
El género fue descrito por (DC.) Nutt. y publicado en Transactions of the American Philosophical Society, new series, 7: 313. 1840.

## Especies
A continuación se brinda un listado de las especies del género Amphiachyris aceptadas hasta junio de 2011, ordenadas alfabéticamente. Para cada una se indica el nombre binomial seguido del autor, abreviado según las convenciones y usos.
- Amphiachyris amoena (Shinners) Solbrig
- Amphiachyris dracunculoides (DC.) Nutt.